# Eusphingoderus
Eusphingoderus is een geslacht van rechtvleugeligen uit de familie veldsprinkhanen (Acrididae). De wetenschappelijke naam van dit geslacht is voor het eerst geldig gepubliceerd in 1950 door Bey-Bienko.

## Soorten
Het geslacht Eusphingoderus  is monotypisch en omvat slechts de volgende soort:
- Eusphingoderus predtetshenskyi (Mishchenko, 1937)